# アノニマス・フォー・ザ・ボイスレス

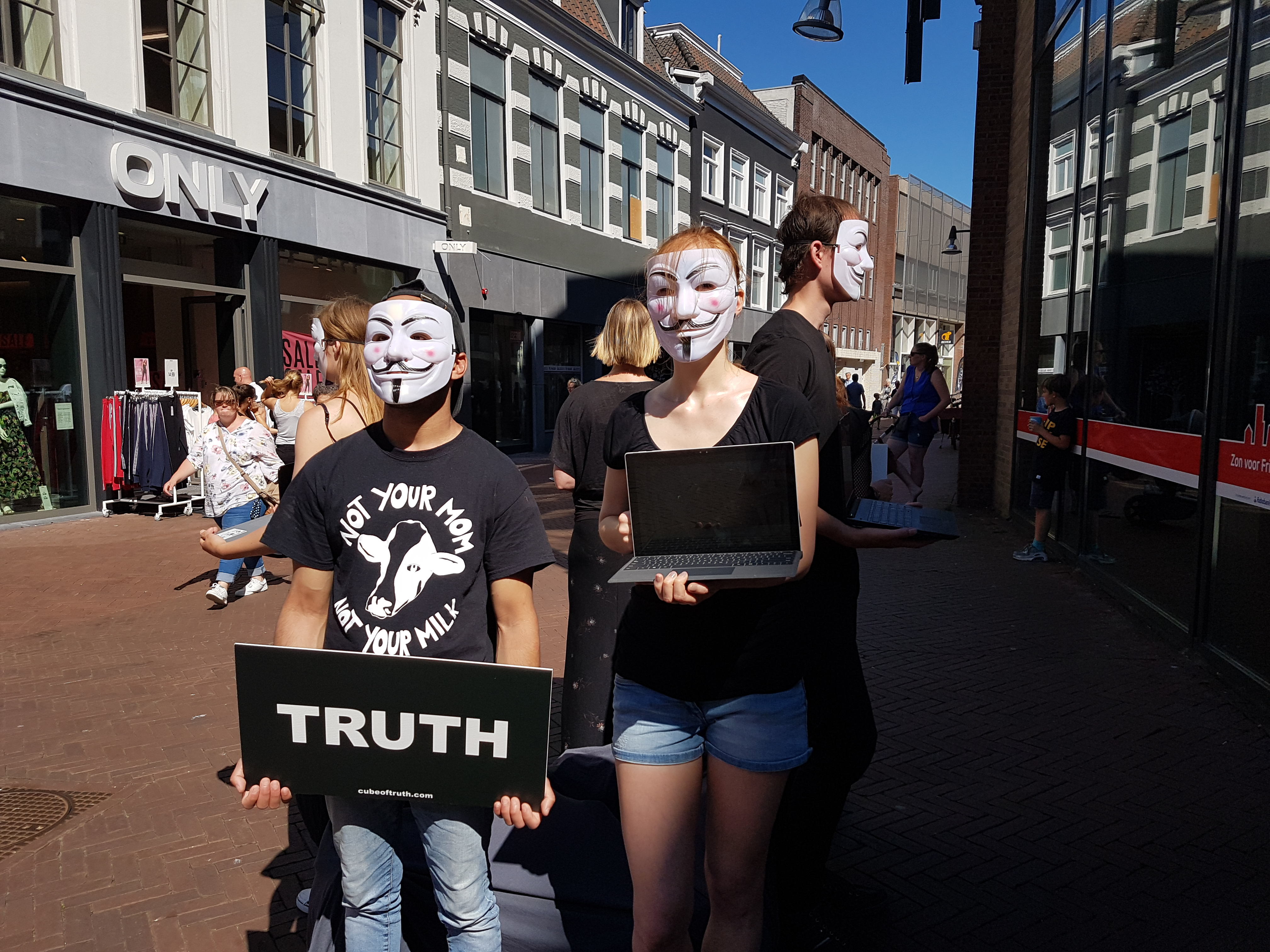
アノニマス・フォー・ザ・ボイスレスの活動（オランダ、2018年6月）

アノニマス・フォー・ザ・ボイスレス（英語: Anonymous for the Voiceless、「声なき者のための匿名者」の意、略称: AV）は、動物の権利のための草の根の非営利団体。種差別に反対し、動物の搾取をなくすことを目標に掲げる（廃止主義）。
ハッカー集団の「アノニマス」とは無関係。
街頭での活動に特化し、世界中で活動を行っている。主な活動としては、「真実のキューブ」と呼ばれる平和的な抗議行動が挙げられる。これは、人々の意識を高め、ヴィーガンのライフスタイルへの移行を促進することを目的として行われるものである。

## 真実のキューブ

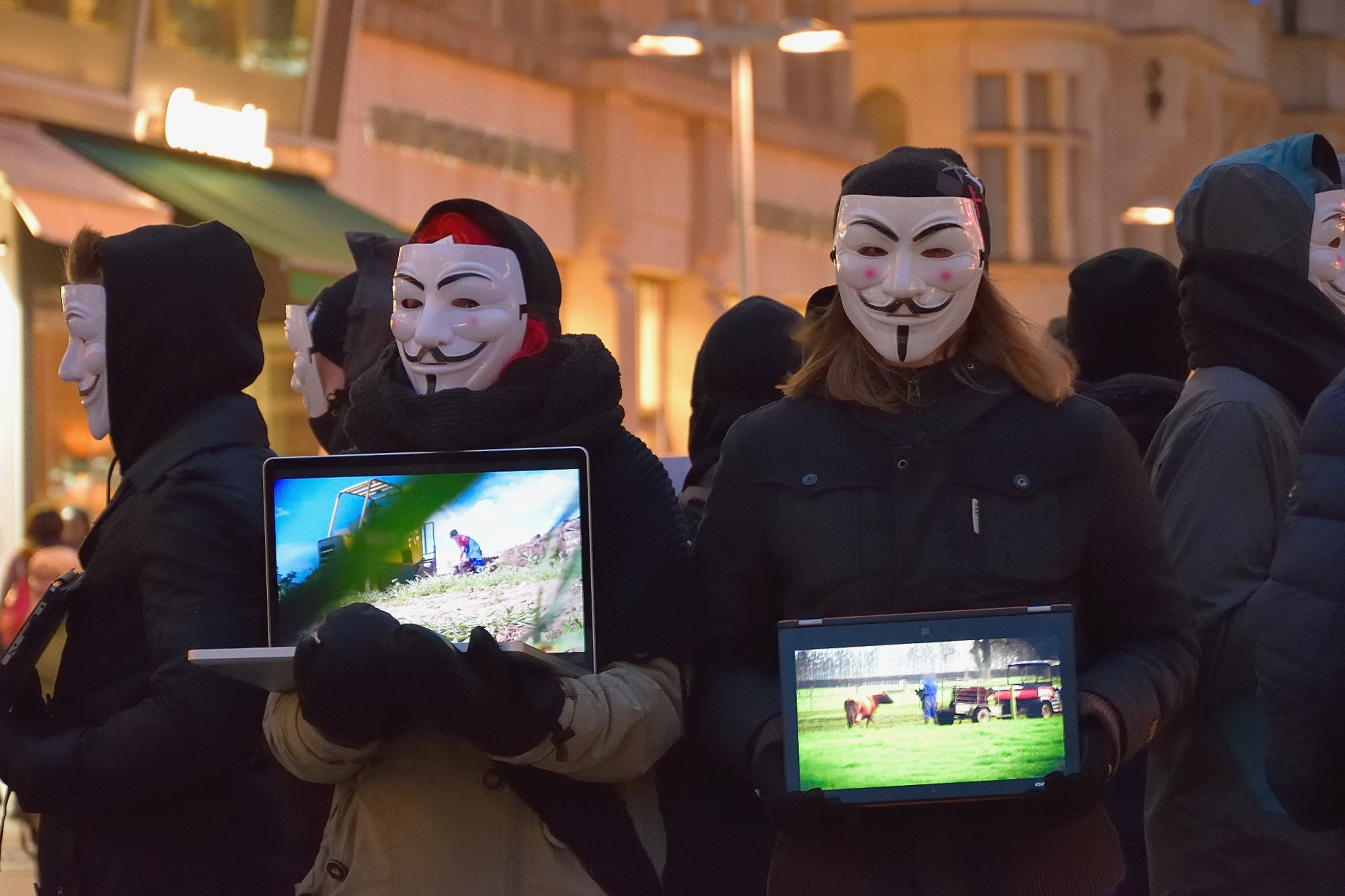
ハノーヴァーで行われた「真実のキューブ」（2018年）

真実のキューブ (Cubes of Truth) と呼ばれる平和的な抗議行動では、ボランティアが広場でマスクを着用して正方形に並び、畜産業界などにおいて実際に行われている非道な慣行に関する映像をモニターに映して掲げるという手法がとられている。映し出される映像は、屠畜場（食肉処理場）や農場、動物実験を行う実験室などにおける実態に関するものであり、一般の人々には覆い隠されている産業の裏にある真実を周知するために上映される。キューブと呼ばれる正方形の大きさは、参加するボランティアの数やスペースによって異なる。
また、「キューブ」に立つボランティアとは別に、アウトリーチを行うボランティアが「キューブ」の近くに立つ。アウトリーチャーは、映像を観ている見物人に声をかけ、普遍的な正義という観点からヴィーガン・ライフスタイルが最も望ましいということを、科学的な見地を交えながら論理的に説明し、ヴィーガン・ライフスタイルの採用を勧める。そして、ヴィーガン食を試そうとする見物人には、無理なくヴィーガン食を採り入れるための22日間のプログラム「チャレンジ22」を提案する。そのほか、アウトリーチャーには、保護者を伴わない子供が映像を観ようとする場合にその子供に声をかけ、子供向けの説明をしながら映像を観ないように促すか、あるいは別の場所にいる保護者を探す、という役割もある。
このような街頭活動を行う理由として、アノニマス・フォー・ザ・ボイスレスは、直接会話することの利点を説明する。見物人は、自らが抱いている疑問を直接ボランティアに問いかけることができるし、また、ヴィーガンに対する反対意見を直接伝えることもできる。そして、そのような問いかけや反対意見に対して、ボランティアが丁寧に説明することで、見物人はそれまで抱いていた不明点や間違った認識をなくすことができる。加えて、ボランティアが別の視点から語りかけることで、見物人は、それまで考えてこなかった側面にも目を向けることもできる。アノニマス・フォー・ザ・ボイスレスは、このような互いの会話をとおして、動物の搾取や奴隷化、殺害が人道に反する行為であると理解できるとしている。
また、「キューブ」に立つボランティアが「ガイ・フォークス・マスク」と呼ばれるマスクを着用する理由として、アノニマス・フォー・ザ・ボイスレスは、このマスクが、差別や腐敗、不正義、抑圧、不当な戦争などを根絶しようと立ち上がる名もなき人々の象徴として、アノニマスなど多くの人々や組織によって使用されてきた、と説明する。また、通行人がボランティア自身ではなくボランティアが掲げる映像に注目するためには、ボランティア自身は匿名であるほうが望ましいという理由もある。通行人は、ボランティアの視線を気にすることなくモニターに近づき、映像に集中することができる。さらに、ボランティアにとっても、匿名で参加できることでより安全性を感じられるという利点もある。

## 組織
アノニマス・フォー・ザ・ボイスレスは、基本的な情報を掲載するウェブサイトとイベントを調整するためのFacebookグループのほかには中心的な組織構造をもたない、草の根運動である。ただし、実際には、共同創設者やディレクターを含む小規模なチームが団体として存在している。このチームは、世界中のボランティアの調整、支部への必要機器などの提供、ボランティア向けトレーニング・プログラムの実施、オンライン・キャンペーンの実施などを担っている。
組織は2016年4月にオーストラリア・メルボルンで設立されたが、現在では、タイ王国チエンマイ県に本部が置かれている。また、61カ国に375の支部が置かれ、各支部が「真実のキューブ」を企画・実施するボランティア約10万人をコーディネートしている。